# سعیدآباد (میمه و وزوان)
سعیدآباد، روستایی در دهستان ونداده بخش مرکزی شهرستان میمه و وزوان در استان اصفهان ایران است.

## جمعیت
بر پایه سرشماری عمومی نفوس و مسکن در سال ۱۳۹۵، جمعیت این روستا برابر با ۳۶ نفر (۱۲ خانوار) بوده است.